# Cyrestis telamon
Cyrestis telamon is een vlinder uit de familie Nymphalidae. De wetenschappelijke naam  is gepubliceerd in 1758 door Carl Linnaeus in de tiende editie van Systema naturae.